# Castillo miliar 3
El castillo miliar 3 (Ouseburn) fue un castillo miliar del Muro de Adriano. No quedan restos, pero se cree que se ubicó en el cruce de Byker Bridge de la A187 con la calle Stephen.

## Construcción
No existen evidencias de la planta o la tipología del castillo miliar 3, aunque es casi seguro que en este tramo el muro presentaba una configuración más estrecha.

## Excavaciones e investigaciones
- 1732 - Horsley inspeccionó el castillo, registrando su ubicación.[2]
- 1776 - El lugar fue visitado por Stukeley, quien dibujó el área para su Iter Boreale.[3]
- 1789 - Brand visitó el lugar, pero notó que muchas de las piedras habían sido removidas de los cimientos algunos años antes, para ser usadas en la construcción de una casa contigua.[4]
- 1848 - Collingwood Briuce informó de que se había encontrado un pequeño altar, parcialmente ilegible, cerca del presunto lugar del castillo. El altar había sido dedicado por Julio Máximo. Habiendo buscado en el área, no pudo encontrar ningún rastro de restos romanos.[1]
- 1858 - Henry MacLauchlan inspeccionó el área pero no reportó ningún rastro confiable del castillo.[5]
- 1928 - FG Simpson midió la distancia de castillo miliar 2 al castillo miliar 3 como 1330 m.[5]
- 1979 - Durante la construcción del Metro se abrieron trincheras de excavación pero no revelaron ningún rastro del castillo.[5]

## Torretas asociadas
Cada castillo miliar del Muro de Adriano tenía dos torretas asociadas. Estas torretas estaban situadas aproximadamente a un tercio y dos tercios de una milla romana al oeste del castillo, y probablemente habrían estado a cargo de la guarnición del mismo. Las torretas asociadas con el castillo miliar 3 se conocen como Torreta 3A y Torreta 3B.

### Torreta 3A
No se sabe nada de la torreta 3A.
Posible ubicación: 54°58′30″N 1°35′46″O / 54.974892, -1.596128

### Torreta 3B
No se sabe nada de la torreta 3B.
Posible ubicación: 54°58′20″N 1°36′09″O / 54.972217, -1.602403

## Registro de monumentos
| Monumento         | Código de Monumento | Código del Historic England Archive |
| Castillo miliar 3 | 24904               | NZ 26 SE 15                         |
| Torreta 3A        | 24907               | NZ 26 SE 16                         |
| Torreta 3B        | 24912               | NZ 26 SE 17                         |